# Dryopteris pittsfordensis
Dryopteris pittsfordensis là một loài dương xỉ trong họ Dryopteridaceae. Loài này được Sloss. mô tả khoa học đầu tiên năm 1904.